# Nevèrÿon
Nevèrÿon (titre original : Nevèrÿon ) est une série de onze nouvelles d'heroic fantasy de Samuel R. Delany, initialement publiées en quatre volumes au cours des années 1979-1987. En France, seul le premier tome a été publié en 1982. 

## Publications
1. Les Contes de Nevèrÿon, J.C. Lattès, 1982 ((en) Tales of Nevèrÿon, 1979), trad. Eric Chédaille
2. (en) Neveryóna or: The Tale of Signs and Cities?, 1983
3. (en) Flight from Nevèrÿon, 1985
4. (en) Return to Nevèrÿon, 1987

## Aperçu
Les onze contes de Return to Nevèrÿon se déroulent dans un temps lointain, dans un pays fictif appelé Nevèrÿon (prononcé "Ne-VER-y-on" selon la préface des Contes de Nevèrÿon ). Le nom de Nevèrÿon est dérivé du quartier aristocratique de Neveryóna (prononcé «Ne-ver-yO-na ») situé dans la capitale Kolhari. Les hommes et les femmes de la civilisation régnante de Nevèrÿon ont une peau brune à noire. Des tribus barbares vivent au sud : il s'agit d'un peuple à la peau pâle, aux cheveux jaunes et aux yeux clairs. Au moment où les histoires débutent, un certain brassage racial s’est réalisé. Les barbares ont toutefois été pendant de longues années les esclaves du peuple de la culture dominante à la peau brune, en particulier pour l'exploitation minière et l'agriculture (comme nous l'apprenons dans « Le Conte de Gorgik » et « Neveryóna »). Ils le sont encore dans de nombreux endroits de Nevèrÿon.
Les histoires ont des protagonistes différents, mais tous les personnages participent à des degrés divers au récit d’une histoire globale qui traverse toute la série, l’histoire d’un homme appelé Gorgik le Libérateur.
Les onze nouvelles sont rassemblées en quatre volumes, publiés par Wesleyan University Press. À la fin du quatrième volume, Return to Nevèrÿon (1996), le premier conte est réimprimé, non pas tant pour souligner la nature cyclique de la série que pour montrer qu'une seconde lecture donne l'impression que l'histoire est différente une fois que l'on a lu toutes les histoires intermédiaires.

## Structure et genre
Un certain nombre d'histoires de Nevèrÿon sont des romans courts, y compris le septième conte, The Tale of Fog and Granite (1984) ; le neuvième conte qui est le premier roman traitant du SIDA d'un grand éditeur américain, « The Tale of Plagues and Carnivals » (1984),; le dixième conte, « The Game of Time and Pain » (1985) ; et le onzième, « The Tale of Rumor and Desire » (le conte de la rumeur et du désir) (1987). La sixième nouvelle, Neveryóna, ou : Le conte des signes et des villes (1981), est un roman complet de 380 pages. En outre, un ensemble d'annexes et une introduction générale sont rattachées à la série qui comportent toutes des éléments qui en font des parties de la fiction. L'introduction du premier volume d'histoires, Contes de Nevèrÿon, est vraisemblablement écrite par une jeune universitaire noire, K. Leslie Steiner, qui s'avère être également un personnage du neuvième conte, « The Tale of Plagues and Carnivals ». La première annexe du roman Neveryóna est un échange de lettres entre un personnage fictif, SL Kermit (qui également apparaît dans « Plagues and Carnivals » et est l'auteur de l'annexe du premier volume, Tales of Nevèrÿon) et un certain Charles Hoequist, Jr., qui est lui une personne réelle - un étudiant diplômé en linguistique à l'Université de Yale au début des années 80, lorsque Delany écrivait pour la première fois ces histoires.
La fantasy et le sous-genre fantastique heroic fantasy (le terme anglais « sword and sorcery » a été inventé par l'écrivain de fantasy et de science-fiction Fritz Leiber, auteur de la série d'heroic fantasy Le Cycle des épées) ont tous deux un historique d'histoires, de « séries », de décors de contes avec des personnages continus et/ou des lieux continus. Dans son « Introduction » à la série de Joanna Russ, Les aventures d'Alyx (en), écrite pour la première fois pour la publication de la série Gregg Press (en) Science Fiction Library de la collection en volume unique des histoires de Russ en 1977, Delany fait plusieurs déclarations qui mettent en lumière ses propres pratiques dans le genre de l'heroic fantasy, qu'il commença l'année suivante. Dans cette introduction, il écrit :

« For sword and sorcery to be at its best, one needs a landscape that is ‘on the brink of civilization’ in an almost scientifically ideal way. It is only here that one can truly play the game. »

De même, en discutant de la relation entre l'heroic fantasy et la science-fiction, Delany note : « l'heroic fantasy représentent ce qu’on peut encore imaginer de la transition entre une économie de troc et une économie monétaire », tandis que « la science-fiction représente ce qui peut être imaginé de la transition d’une économie monétaire à une économie de crédit ». Il continue en redécrivant cette relation en termes d'une théorie mathématique, avancée par G. Spencer-Brown, relative au contenu, à l'image et à la réflexion, qui soutient fondamentalement que lorsqu'on passe d'un contenu à une image puis à une réflexion, on inverse la forme du contenu. C'est une idée compliquée, mais c'est aussi un trope central de la série qui est utilisé tout au long des contes de Nevèrÿon sous des formes différentes, peut-être plus clairement dans la deuxième histoire du premier volume de contes, « The Tale of Old Venn" ». Rares sont les contes de cette série qui ne font pas appel à ce concept sous une forme ou une autre.
Alors qu'il était en train d'écrire la série, dans une discussion sur la manière formelle dont les histoires d'une série diffèrent des chapitres d'un roman, dans une interview ultérieure, Delany a écrit que dans la série : « En termes simples, la première histoire pose un problème et propose finalement une solution. Mais dans l'histoire suivante, ce qui était la solution de la première histoire est maintenant le problème. En général, la solution pour l'histoire N devient le problème de l'histoire N + 1. Cela permet à l'écrivain de revenir en arrière. et critiquer ses propres idées à mesure qu'elles se développent au fil du temps».

## Thématiques

### Lumpenprolétariat et esclavage
Au cours de la série, les thématiques concernant le Lumpenprolétariat gagnent en importance, ce qui reflète directement l'augmentation de la population des sans-abri à New York au cours de la décennie où le livre a été écrit. Flight from Nevèrÿon (1985), le troisième volume débute par une référence au Le 18 Brumaire de Louis Bonaparte de Karl Marx, qui accuse le lumpenprolétariat d'avoir été corrompu par la bourgeoisie pour se ranger à ses cotés lors des évènements de juin 1848 à Paris. Dans la trilogie de Nevérÿon, le lumpen est composé de prostituées, d'escrocs, de contrebandiers et de sans-abris.
La série décrit le passage d'une société passant d'une société esclavagiste à une société post-esclavagiste avec toutes les luttes révolutionnaires qui en découlent. 

### Thèmes LGBT et BDSM
La trilogie contient aussi des scènes explicitement LGBT  et BDSM. Elle est même qualifiée de « queer fantasy ». Ainsi selon Jes Battis « Delany juxtapose la grammaire de la production capitaliste, vue sous de multiples angles, à la conjugaison difficile et parfois impossible des fétichismes et des désirs ».